# Cidariophanes projectata
Cidariophanes projectata là một loài bướm đêm trong họ Geometridae.